# Wojciech Kolańczyk (szermierz)
Wojciech Kolańczyk (ur. 14 lipca 1999 w Śremie) – polski szermierz, specjalizujący się w szpadzie. Brązowy medalista Letniej Uniwersjady 2019. Medalista mistrzostw Europy młodzieżowców (do lat 23) i juniorów.

## Życiorys
Kolańczyk jest medalistą szeregu imprez międzynarodowych rangi mistrzowskiej w kategoriach juniorskich i młodzieżowców
Szermierkę zaczął trenować w wieku siedmiu lat w UKS Irwin Manieczki, pod okiem trenera Leszka Drobińskiego. W 2018 przeniósł się do AZS Wratislavia Wrocław.
W 2015 roku na Mistrzostwach Europy Kadetów w Mariborze w turnieju drużynowym zajął czwarte miejsce. Ten wynik polska drużyna powtórzyła w 2016 roku w Nowym Sadzie i w 2018 roku na Mistrzostwach Europy w Soczi Na rozgrywanych w Mińsku Mistrzostwach Europy U-23 został brązowym medalistą w kategorii indywidualnej i drużynowej. W 2019 wspólnie z Damianem Michalakiem, Wojciechem Lubienieckim i Wiktorem Szkopem wywalczył złoty medal w Mistrzostwach Europy Juniorów. W 2019 zdobył srebrny medal na Mistrzostwach Europy U23 w Płowdiwie. W turnieju drużynowym reprezentacja Polski zajęła czwarte miejsce. Podczas 30. Uniwersjady rozgrywanej w Neapolu w turnieju indywidualnym wywalczył brązowy medal. W turnieju drużynowym wspólnie z kolegami wywalczył czwarte miejsce.
W 2015 został wicemistrzem, a w 2016 mistrzem Polski w kategorii kadetów. W 2017 i 2018 wywalczył brązowe medale na Mistrzostwach Polski juniorów. W 2017 roku został mistrzem Polski w kategorii U-23. W 2019 indywidualnym wicemistrzem Polski w kategorii seniorów. W 2019 wspólnie z kolegami AZS Wratislavia zdobył tytuł drużynowego mistrza Polski juniorów i seniorów